# Вальд (Алльгой)
Вальд (нем. Wald) — община в Германии, в земле Бавария.
Подчиняется административному округу Швабия. Входит в состав района Восточный Алльгой. Население составляет 1056 человек (на 31 декабря 2010 года). Занимает площадь 17,97 км².